# زنان موسیقی ایران
زنان موسیقی ایران از اسطوره تا امروز کتابی است نوشته توکا ملکی پیرامون تاریخ موسیقی زنان ایران. این کتاب پس از چاپ توسط انتشارات کتاب خورشید، به دستور سعید مرتضوی توقیف شد. همچنین روزنامه ایران نیز به دلیل انتشار دو مقاله پیرامون این کتاب چند روز را در توقیف سپری کرد. به گفته محافظه کاران ایران، در این کتاب به مقدسات توهین شده‌است.
همچنین بنفشه سام‌گیس نویسنده مقاله و محسن شهرنازدار دبیر ویژه‌نامه موسیقی روزنامه ایران نیز تحت تعقیب قرار گرفتند.